# Żurawce
Żurawce este o arie protejată (arie specială de conservare — SAC, sit de importanță comunitară — SCI) din Polonia întinsă pe o suprafață de 35,76 ha, integral pe uscat.

## Localizare
Centrul sitului Żurawce este situat la coordonatele 50°22′18″N 23°34′54″E / 50.3716°N 23.5816°E.

## Înființare
Situl Żurawce a fost declarat sit de importanță comunitară în aprilie 2004 pentru a proteja 2 specii de plante și 2 specii de animale. Situl a fost protejat și ca arie specială de conservare în februarie 2017.

## Biodiversitate
Situată în ecoregiunea continentală, aria protejată conține 2 habitate naturale: Formațiuni de Juniperus communis pe lande sau pajiști calcaroase, Pajiști uscate seminaturale și facies de acoperire cu tufișuri pe substraturi calcaroase (Festuco-Brometalia) (* situri importante pentru orhidee).
La baza desemnării sitului se află mai multe specii protejate:
- plante (2): Carlina onopordifolia, papucul doamnei (Cypripedium calceolus)
- mamifere (1): șoarecele săritor de stepă (Sicista subtilis)
- nevertebrate (1): albilița portocalie (Colias myrmidone)